# Suros (Éduen)
Pour les articles homonymes, voir Suros.
Suros est un aristocrate Éduens, peuple dont le territoire est approximativement localisé dans les actuels départements de la Nièvre, de Saône-et-Loire, du sud de la Côte-d'Or et à l'est de l'Allier. Jules César écrit qu'il « est illustre par son courage et par sa naissance ».

## Protohistoire

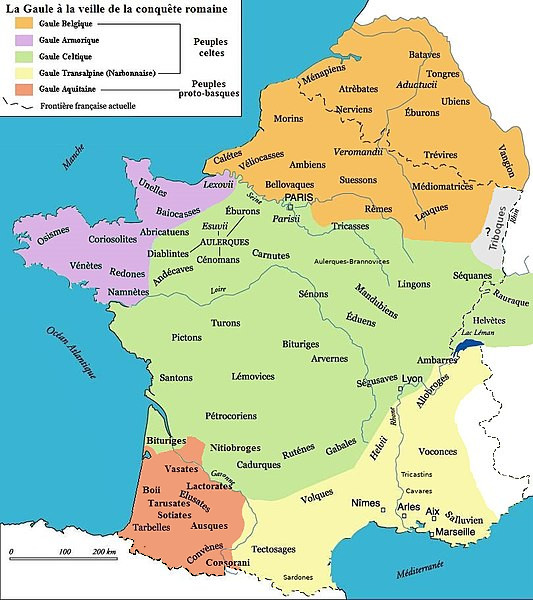
Carte des peuples celtes de Gaule.

Suros nous est connu par une mention de Jules César, dans ses Commentaires sur la Guerre des Gaules (Livre VIII, 45).
Il passe pour avoir été le dernier Éduen à lutter contre les Romains. Il meurt en 51 av. J.-C. sur le territoire des Trévires, alors qu'il est accompagné de guerriers germains.
« Cependant Labiénus battait les Trévires dans un combat de cavalerie, et leur tuait beaucoup de monde ainsi qu'aux Germains qui ne refusaient jamais leur secours contre les Romains. Il fit leurs chefs prisonniers, et, parmi eux, l'Héduen Suros, également illustre par son courage et par sa naissance, et le seul des Héduens qui n'eût pas encore déposé les armes.  »
— Jules César, Commentaires sur la Guerre des Gaules, Livre VIII, 45.

## Sources et bibliographie
- Venceslas Kruta, Les Celtes, Histoire et Dictionnaire, page 830, Éditions Robert Laffont, coll. « Bouquins », Paris, 2000,  (ISBN 2-7028-6261-6)
- John Haywood (intr. Barry Cunliffe, trad. Colette Stévanovitch), Atlas historique des Celtes, éditions Autrement, Paris, 2002,  (ISBN 2-7467-0187-1)
- Albert Grenier, Les Gaulois, Petite bibliothèque Payot, Paris, 1970,  (ISBN 2-228-88838-9)
- Danièle et Yves Roman, Histoire de la Gaule, Librairie Arthème Fayard, Paris, 1997,  (ISBN 2-7028-1646-0)
- Bibliographie sur les Celtes

## Wikisource
- Jules César, Commentaires sur la guerre des Gaules, Livre VIIII